# Zeze (пісня)
Zeze — сингл американського репера Kodak Black при участі Travis Scott та Offset. Випущений на Atlantic Records, 12 жовтня 2018 року. Продюсером пісні є Девід Доман. Пісня зайняла друге місце в топі Billboard Hot 100 між Girls Like You, Maroon 5 та Cardi B що була на той час №1 в Канаді.
В 18 серпня 2018 року Kodak Black був звільнений з в'язниці після того, як був заарештований за кількома звинуваченнями у січні 2018 року. Через три тижні його помітили в студії звукозапису з американським репером Тревісом Скоттом. Кадри виконавців, які слухали новий ритм, який пізніше виявиться інструментальним засобом "Zeze", згодом стали вірусним мемом.

## Ремікси
- 24 жовтня 2018 Tyga та Swae Lee випустили неофіційний ремікс під назвою "Shine"
- 24 березня андеграунд репери з Малайзії Satiish, MCB та Meshzrey випустили безкоштовний ремікс з назвою як і оригінальна пісня.

## Тижневий чарт
| Чарт (2018–19)                              | Найвища позиція |
| ------------------------------------------- | --------------- |
| Австралія (ARIA)                            | 14              |
| Австрія (Ö3 Austria Top 75)                 | 31              |
| Бельгія (Ultratip Flanders)                 | 2               |
| Бельгія (Ultratip Wallonia)                 | 15              |
| Канада (Canadian Hot 100)                   | 1               |
| Чехія (Singles Digitál Top 100)             | 38              |
| Данія (Tracklisten)                         | 16              |
| Естонія (IFPI)                              | 16              |
| Фінляндія (Suomen virallinen lista)         | 9               |
| Греція International Digital Singles (IFPI) | 3               |
| Німеччина (Official German Charts)          | 37              |
| Угорщина (Stream Top 40)                    | 19              |
| Ірландія (IRMA)                             | 11              |
| Італія (FIMI)                               | 92              |
| Нідерланди (Mega Single Top 100)            | 22              |
| Нова Зеландія (Recorded Music NZ)           | 7               |
| Норвегія (VG-lista)                         | 10              |
| Португалія (AFP)                            | 26              |
| Шотландія (Official Charts Company)         | 77              |
| Словаччина (Singles Digitál Top 100)        | 24              |
| Швеція (Sverigetopplistan)                  | 7               |
| Швейцарія (Media Control AG)                | 13              |
| Велика Британія (Official Charts Company)   | 7               |
| Велика Британія (UK R&B Chart)              | 2               |
| США (Billboard Hot 100)                     | 2               |
| США (Hot R&B/Hip-Hop Songs) (Billboard)     | 1               |
| США (Mainstream Top 40) (Billboard)         | 38              |
| США (Rhythmic) (Billboard)                  | 1               |

### Чарт кінця року
| Чарт (2018)                          | Позиція |
| ------------------------------------ | ------- |
| US Hot R&B/Hip-Hop Songs (Billboard) | 80      |

## Сертифікація
| Регіон | Сертифікація | Продажі |
| --- | ------------ | ------- |
| Австралія (ARIA) | Платина      | 0       |
| Нова Зеландія (RIANZ) | Платина      | 0       |
| Велика Британія (BPI) | Золото       | 0       |
| США (RIAA) | 3× Платина   | 0       |
| *продажі, що базуються лише на сертифікаціях · ^відвантаження, що базуються лише на сертифікаціях · продажі+прослуховування, що базуються лише на сертифікаціях |              |         |

## Релізи
| Регіон    | Дата             | Формат                      | Лейбл                      | Прим.  |
| --------- | ---------------- | --------------------------- | -------------------------- | ------ |
| Загальний | October 12, 2018 | Streaming digital download  | Atlantic WEA International | [ 34 ] |
| США       | October 16, 2018 | Rhythmic contemporary radio | Atlantic                   | [ 35 ] |